# Đấu kiếm tại Đại hội Thể thao Đông Nam Á 1991
Đấu kiếm tại Đại hội Thể thao Đông Nam Á năm 1991 được tổ chức từ ngày 24 tháng 11 đến 3 tháng 12 năm 1991 tại Manila, Philippines, trong khuôn khổ SEA Games lần thứ 16. Đây là lần thứ hai môn đấu kiếm xuất hiện trong chương trình đại hội (lần đầu vào năm 1987), và bao gồm cả nội dung cá nhân lẫn đồng đội cho ba loại vũ khí: kiếm liễu (foil), kiếm chém (sabre) và kiếm ba cạnh (épée).
Đoàn Indonesia giành vị trị nhất toàn đoàn môn đấu kiếm với 8 huy chương vàng, trong khi đó đoàn chủ nhà Philippines đứng thứ hai với 1 huy chương vàng.

## Bảng huy chương
| Hạng               | Đoàn               | Vàng | Bạc | Đồng | Tổng số |
| ------------------ | ------------------ | ---- | --- | ---- | ------- |
| 1                  | Indonesia (INA)    | 8    | 1   | 2    | 11      |
| 2                  | Philippines (PHI)  | 1    | 3   | 2    | 6       |
| 3                  | Singapore (SIN)    | 0    | 3   | 3    | 6       |
| 4                  | Malaysia (MAS)     | 0    | 2   | 1    | 3       |
| 5                  | Thái Lan (THA)     | 0    | 0   | 5    | 5       |
| Tổng số (5 đơn vị) | Tổng số (5 đơn vị) | 9    | 9   | 13   | 31      |

## Tóm tắt kết quả

### Nam
| Nội dung              | Vàng               | Bạc            | Đồng                                      |
| --------------------- | ------------------ | -------------- | ----------------------------------------- |
| Kiếm liễu cá nhân     | Walter Torres      | Ronald Tan     | Wong Toon King Benny Garcia               |
| Kiếm liễu đồng đội    | Indonesia          | Philippines    |                                           |
|                       |                    |                |                                           |
| Kiếm chém cá nhân     | Yoshea Poerawinata | Anthony Diamus | Gerardus Felix Bolang Naknil Chalermchorn |
| Kiếm chém đồng đội    | Indonesia          | Philippines    | Thái Lan                                  |
|                       |                    |                |                                           |
| Kiếm ba cạnh cá nhân  | Yusmahadi          | James Wong     | Johisoa Mauwa Charat Nonthakarn           |
| Kiếm ba cạnh đồng đội |                    |                |                                           |

### Nữ
| Nội dung              | Vàng        | Bạc                | Đồng                             |
| --------------------- | ----------- | ------------------ | -------------------------------- |
| Kiếm liễu cá nhân     | Erma Susana | Christian Timisela | Teo Ah Heok Vuthivorakul Mayuree |
| Kiếm liễu đồng đội    | Indonesia   | SINGAPORE          | MALAYSIA                         |
|                       |             |                    |                                  |
| Kiếm ba cạnh cá nhân  | Sri Ayanti  | Janet Mah          | Chutina Chettahpinit Teo Ah Heok |
| Kiếm ba cạnh đồng đội | Indonesia   | Malaysia           | Philippines                      |